# ピアース郡 (ネブラスカ州)
座標: 北緯42度16分 西経97度37分 / 北緯42.27度 西経97.61度
ピアース郡（英: Pierce County）は、アメリカ合衆国のネブラスカ州にある郡。2000年時点の人口は7,857人で、郡庁所在地はピアース (Pierce)。隣接するマディソン郡、スタントン郡とはノーフォーク小都市圏を構成している。
ネブラスカ州のナンバープレートで、ピアース郡の車両は最初の数字が40になっている。これは1922年にナンバープレートの制度を確立した際、ピアース郡の車両登録台数が州内の郡のなかで40番目に多かったからである。

## 歴史
ピアース郡は1856年に組織され、アメリカ合衆国大統領のフランクリン・ピアースにちなんで名付けられた。

## 地理
アメリカ合衆国国勢調査局によると、この郡は総面積1,490 km2 (575 mi2) である。このうち1,486 km2 (574 mi2)が陸地で、3 km2 (1 mi2) が川や湖などの水地域である。総面積のうちの0.23%が水地域となっている。

### 隣接する郡
- ノックス郡（北）
- シーダー郡（北東）
- ウェイン郡（東）
- マディソン郡（南）
- アンテロープ郡（西）

## 人口動静

2000年国勢調査時の郡の人口ピラミッド

2000年の国勢調査によると、ピアース郡には7,857人、2,979世帯、及び2,141家族が暮らしている。人口密度は5/km2 (14/mi2) で、2/km2 (6/mi2) の平均的な密度に3,247軒の住居が建っている。この郡の人種の構成は白人98.65%、黒人（アフリカ系アメリカ人）0.08%、先住民0.36%、アジア系0.20%、太平洋諸島系0.03%、その他の人種0.23%、及び混血0.46%で、0.71%の人々がヒスパニックまたはラテン系である。
ピアース郡に住む2,979世帯のうち、35.30%は18歳未満の子どもと暮らしており、63.40%は夫婦で生活している。5.70%は未婚の女性が世帯主であり、28.10%は家族以外の住人と同居している。25.70%は独居で、全世帯の13.70%は65歳以上の独居老人世帯である。1世帯あたりの平均人数は2.59人であり、家庭の場合は3.14人である。
郡の住民は29.00%が18歳未満の子どもで、18歳以上24歳以下が7.00%、25歳以上44歳以下が26.00%、45歳以上64歳以下が20.90%、および65歳以上が17.20%となっている。平均年齢は38歳である。女性100人に対して男性は100.00人いて、18歳以上の女性100人に対しては男性は95.10人いる。
郡の世帯ごとの平均収入は32,239米ドルで、家族ごとでは40,500米ドルである。男性の26,563米ドルに対して女性は20,237米ドルの平均的な収入がある。この郡の一人当たりの収入 (per capita income) は15,980米ドルである。総人口の11.80%、家族の8.80%は貧困線以下である。18歳未満の子どもの14.20%及び65歳以上の12.90%は貧困線以下の生活を送っている。

## 都市および村
- ブレスロー (en:Breslau, Nebraska)
- フォスター (en:Foster, Nebraska)
- ハダー (en:Hadar, Nebraska)
- マクリーン (en:McLean, Nebraska)
- オスモンド (en:Osmond, Nebraska)
- ピアース (en:Pierce, Nebraska)
- プレインビュー (en:Plainview, Nebraska)